# فرودگاه هالولو
فرودگاه هالولو (به انگلیسی: Haluoleo Airport) یک فرودگاه همگانی با کد یاتا KDI است که یک باند فرود آسفالت دارد و طول باند آن ۲۱۰۰ متر است. این فرودگاه در شهر کندرای کشور اندونزی قرار دارد و در ارتفاع ۱۶۴ متری از سطح دریا واقع شده‌است.

## شرکت‌های هواپیمایی و مقصدهای پروازی
| شرکت‌های هواپیمایی                           | مقصدهای پروازی                             |
| ------------------------------------------- | ------------------------------------------ |
| اویاستار                                    | Bua, Kolaka, سوگیمانورو، Selayar، پونگتیکو |
| باتیک ایر                                   | سوئکارنو-هتا، سلطان حسن‌الدین               |
| سیتیلینک                                    | سلطان حسن‌الدین                             |
| گارودا ایندونزیا                            | سوئکارنو-هتا، سلطان حسن‌الدین               |
| گارودا ایندونزیا اجرا توسط گارودا ایندونزیا | بتوامباری                                  |
| لاین ایر                                    | سوئکارنو-هتا، سلطان حسن‌الدین، جواندا       |
| Sabang Merauke Raya Air Charter             | Bua، پونگتیکو                              |
| Sriwijaya Air                               | سلطان حسن‌الدین                             |
| سوسی ایر                                    | Bone, Kolaka                               |
| وینگز ایر                                   | بتوامباری، سلطان حسن‌الدین، ماتاهورا        |
| اکسپرس‌ایر                                   | بتوامباری, Kolaka                          |